# Mirjan Gruden
Mirjan Gruden, slovenski inženir elektrotehnike, * 19. november 1910, Ljubljana, † 31. avgust 2001, Ljubljana.
Diplomiral je leta 1937 na Tehniški fakulteti v Ljubljani. Med vojno je kot inženir delal v tovarni Philips v Pančevu in kasneje v Budimpešti, nato pa je postal vodja konstrukcije in laboratorija v novoustanovljeni tovarni Iskra v Kranju ter dve leti kasneje na Inštitutu za elektronske komunikacije v Ljubljani.
Kasneje je študiral tudi na Univerzi Kalifornije v Berkeleyju in Univerzi v Zagrebu, v Zagrebu je leta 1970 tudi doktoriral. 
Gruden je bil od leta 1946 do upokojitve predavatelj na Univerzi v Ljubljani, leta 1957 je bil izvoljen za rednega profesorja. Med letoma 1970 in 1973 je bil tudi rektor Univerze v Ljubljani. Univerza mu je leta 1981 podelila naziv zaslužnega profesorja. Za svoje znanstveno delo je prejel Kidričevo nagrado (1961) in nagrado Sklada Borisa Kidriča.